# Nagrak (Darangdan)
Nagrak is een bestuurslaag in het regentschap Purwakarta van de provincie West-Java, Indonesië. Nagrak telt 5976 inwoners (volkstelling 2010).